# Бирзгал, Ян Петрович
Ян Петрович Би́рзгал (Бирзгалис; латыш. Jānis Birzgalis; 24 января [5 февраля] 1898, Вольмар, Лифляндская губерния — 15 декабря 1968, Рига) — советский художник-соцреалист. Участник революции и гражданской войны. Исполнитель красного террора. Член КПСС (с 1916 года). Директор Симферопольской картинной галереи (1939—1948) и Музея западноевропейского искусства Латвийской ССР (1949—1952). Заслуженный деятель искусств Крымской АССР (1945). Член Союза художников СССР.

## Биография

### Ранняя жизнь
Родился 24 января 1898 года в городе Вольмар Лифляндской губернии в семье рабочего. Латыш по национальности.
Окончил 6 классов ремесленного училища. Учился рисованию в студии художника Теодора Удерса. В марте 1916 года вступил в партию большевиков.
С 1916 по 1918 год учился в Центральном училище технического рисования барона Штиглица в Петрограде.

### Во время революции и гражданской войны
Во время учёбы в Петрограде участвует в собраниях латышских большевиков в Озерках и организации коммунистического кружка в училище. Участвовал в Февральской революции, строил баррикаду на углу Сергиевской улицы и Литейного проспекта. Сражался с оружием против «самокатчиков», разоружал полицейских и жандармов.
После занимался выпуском первого легального номера большевистской газеты «Циня» («Борьба») на латышском языке. Встречал Владимира Ленина 3 апреля 1917 года на Финляндском вокзале, а на следующий день присутствовал на его выступлении в Таврическом дворце. Накануне празднования 1 мая Бирзгалу было доверено оформлять улицы Петрограда.
Летом 1917 года во время каникул в училище он был избран членом комитета партии в Вольмаре и выдвинут секретарём горкома. Занимался агитацией в 12-й армии. Был делегатом I Всероссийского съезда Советов рабочих и солдатских депутатов в июне 1917 года. Вернувшись со съезда занимался конфискацией помещичьих имений и помогал в создании молодёжной социалистической организации. Осенью 1917 года был избран делегатом Северного областного и II Всероссийского съезда Советов, которые прошли в Петрограде. Занимался оформлением актового зала Смольного к заседанию II Всероссийского съезда Советов.
Впоследствии участвовал в работе ВЦИК и Военно-революционного комитета. Являлся комиссаром сводного отряда, который вёл борьбу против частей Краснова на Пулковских высотах. Принимал участие в деятельности следственной комиссии.
В 1918 году участвовал в организации учебного отдела Министерства торговли и промышленности. С началом гражданской войны сражался в Финляндии. Находился в составе Латышской стрелковой дивизии. В августе 1918 года был отправлен комиссаром сводного отряда на Восточный фронт. За взятие Казани награждён почётным оружием. В 1918 году включён в состав коллегии Вятской губчека. С осени 1918 и до первой половины 1920 года — председатель Уржумской уездной чека. Участник VII Всероссийского съезда Советов (декабрь 1919 года).
В 1920—1921 года был ранен и получил контузию. Летом 1921 года назначен Председателем Чрезвычайной комиссии и начальником Особого Отдела Северо-западного округа Крыма в Евпатории, а затем занимал аналогичную должность в Керчи. Занимался расстрелами, подписывал рапорты и акты на расстрел. Свою работу на полуострове в этот период описывал так: «напряженнейшая работа в чрезвычайных органах и, в частности, в Крыму, где пришлось после разгрома Врангеля проводить истребление остатков белогвардейщины, вести тяжелую борьбу с политическим бандитизмом и подпольными контрреволюционными организациями».

### Работа в Крыму
Из-за развившегося тяжёлого психоневроза в 1923 году по постановлению центральной медицинской комиссии ОГПУ был демобилизован. После демобилизации остался в Крыму. С 1923 по 1926 год учился в мастерской Николая Самокиша в Симферополе. Работал в Севастопольском отделении Крымского отдела охраны памятников старины и искусства (Крымохрис). Был одним из организаторов севастопольского отделения Ассоциация художников революционной России. Некоторое время был начальником Севастопольского музейного объединения.
В 1925 году переезжает в Симферополь, где становится руководителем оргкомитета крымской ячейки Ассоциации художников революционной России. С декабря 1927 года по сентябрь 1939 года являлся директором Алупкинского дворца-музея. В это время возглавлял алупкинское отделение общества по изучению Крыма и руководил художественной студией. Автор памятника на братской могиле красногвардейцев в Алупкинском парке, установленного в 1930 году. Под его редакцией вышли «Сказки и легенды татар Крыма» (1936) и издание «Пушкин в Крыму» (1937). Был утверждён одним из авторов статей для «Советской энциклопедии Крыма», но издание не было закончено из-за сталинских репрессий. Арестован НКВД 2 января 1938 года был и сам Бирзгал. Его обвинили в участии в «троцкистской контреволюционной латышской организации», однако спустя год дело было закрыто.
В сентябре 1939 года назначен директором Симферопольской картинной галереи. Во время жизни в Симферополе проживал в Доме специалистов. В 1940 году был избран председателем Союза советских художников Крымской АССР. Стал автором первой биографической книги о художнике Николае Самокише, изданной в 1940 году к его 80-летнему юбилею. Являлся директором панорамы и диорам «Штурм Перекопа». С началом Великой Отечественной войны занимался организацией эвакуации музейных ценностей. Находился в эвакуации в Ереване, где заведовал художественной реставрационной мастерской Художественного музея Армении.
После освобождения Крыма от нацистской оккупации занимался составлением актов ущерба музеям Крымской АССР для Государственной Чрезвычайной комиссии. По итогам его работы потери были оценены в 622 тысяч рублей. Для альбома «Битва за Крым» Бирзгал в 1947 году выполнил рисунки «Зенитная батарея в обороне Севастополя», «Тяжёлые батареи ведут огонь по врагу», «Воздушный бой над Севастополем» и «Салют победы в Севастополе», которые хранятся в фондах Музея-заповедника героической обороны и освобождения Севастополя.

### Возвращение в Латвию
В 1949 году переехал в Ригу. До 1952 года работал директором Музея западноевропейского искусства Латвийской ССР. После — персональный пенсионер.
Скончался 15 декабря 1968 года в Риге. Похоронен на кладбище Дивала в Валмиере.

## Награды и звания
- Заслуженный деятель искусств Крымской АССР (11 мая 1945)[4]
- Орден Ленина[15]

## Семья
- Супруга ‒ Ольга Александровна[16]
- Дочь — Ирма[16]